# Bythites gerdae
Bythites gerdae är en fiskart som beskrevs av Nielsen och Cohen, 1973. Bythites gerdae ingår i släktet Bythites och familjen Bythitidae. Inga underarter finns listade.